# Räumliches Gedächtnis
Als Räumliches Gedächtnis wird der Teil des Gedächtnisses bezeichnet, der bereits bekannte räumliche Begebenheiten repräsentiert (Kognitive Karte). Es stellt somit einen Teil des räumlichen Navigationssystems dar.
Ein wichtiger Teil des räumlichen Gedächtnisses im Gehirn befindet sich im Hippocampus. In Tierversuchen mit Ratten und anhand von Läsionsstudien konnte gezeigt werden, dass die Orientierung in einer vertrauten Umgebung sich nicht bessert, wenn der Hippocampus beschädigt ist. Im Hippocampus befinden sich sogenannte Ortszellen (engl. place cells), die verstärkt aktiv sind, wenn man sich an einer bestimmten Position im Raum befindet und zwar unabhängig von der aktuellen Ansicht.